# Pteronia
 Pteronia  L., 1763 è un genere di piante angiosperme dicotiledoni della famiglia delle Asteraceae, sottofamiglia Asteroideae, tribù Astereae (Basal grade) e sottotribù Pteroniinae.   Pteronia  è anche l'unico genere della sottotribù Pteroniinae  G.L.Nesom, 2020

## Etimologia
Il nome scientifico del genere è stato definito dal botanico Carl Linnaeus (1707-1778) nella pubblicazione " Species Plantarum, Edition 2" ( Sp. Pl., ed. 2. 2: 1176 ) del 1763.   Il nome scientifico della sottotribù è stato definito dal botanico Guy L. Nesom (1945-) nella pubblicazione " Phytoneuron. Digital Publications in Plant Biology" ( Phytoneuron 2020-53: 29 ) del 2020.

## Descrizione

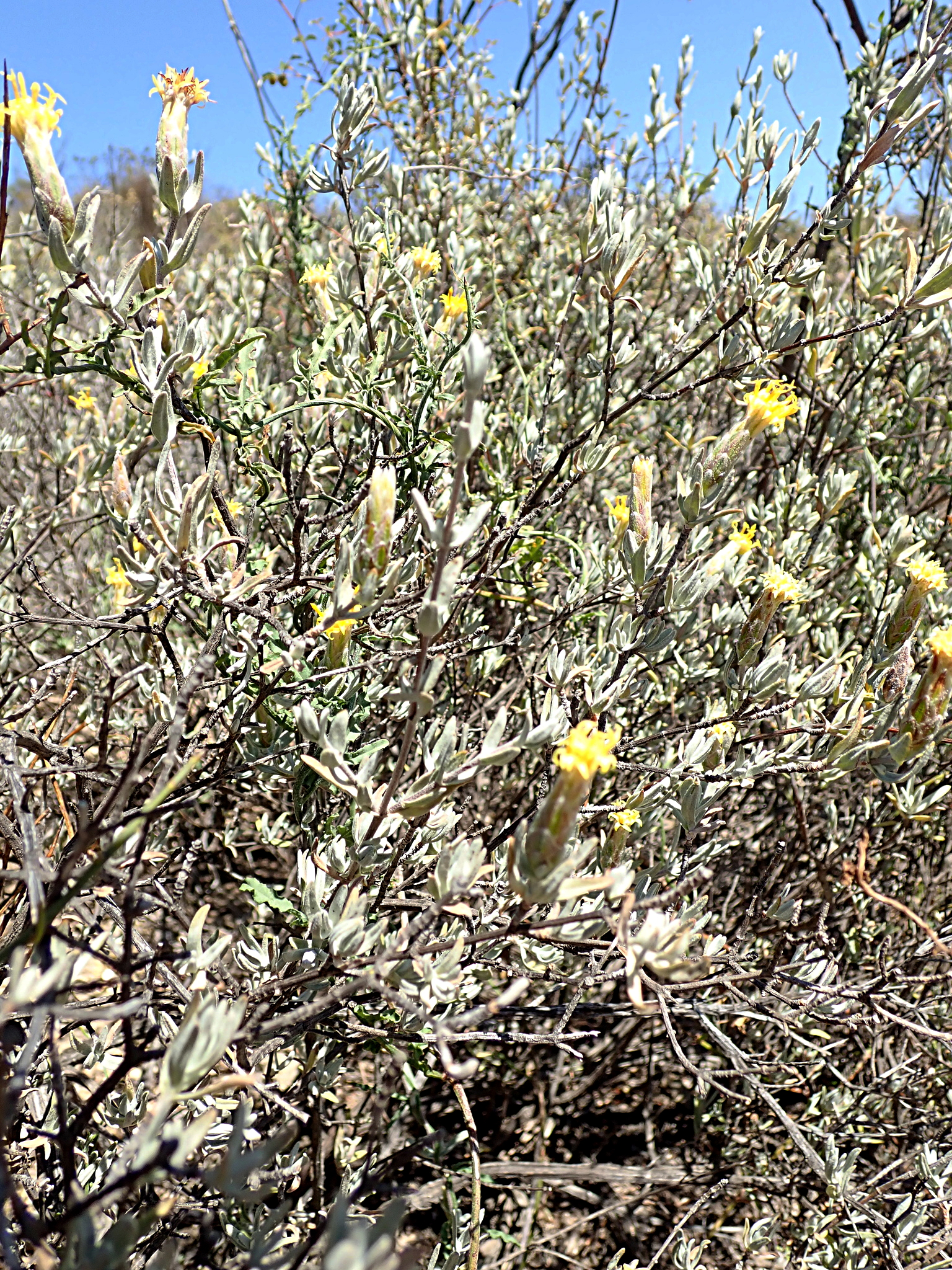
Il portamento
Pteronia cinerea

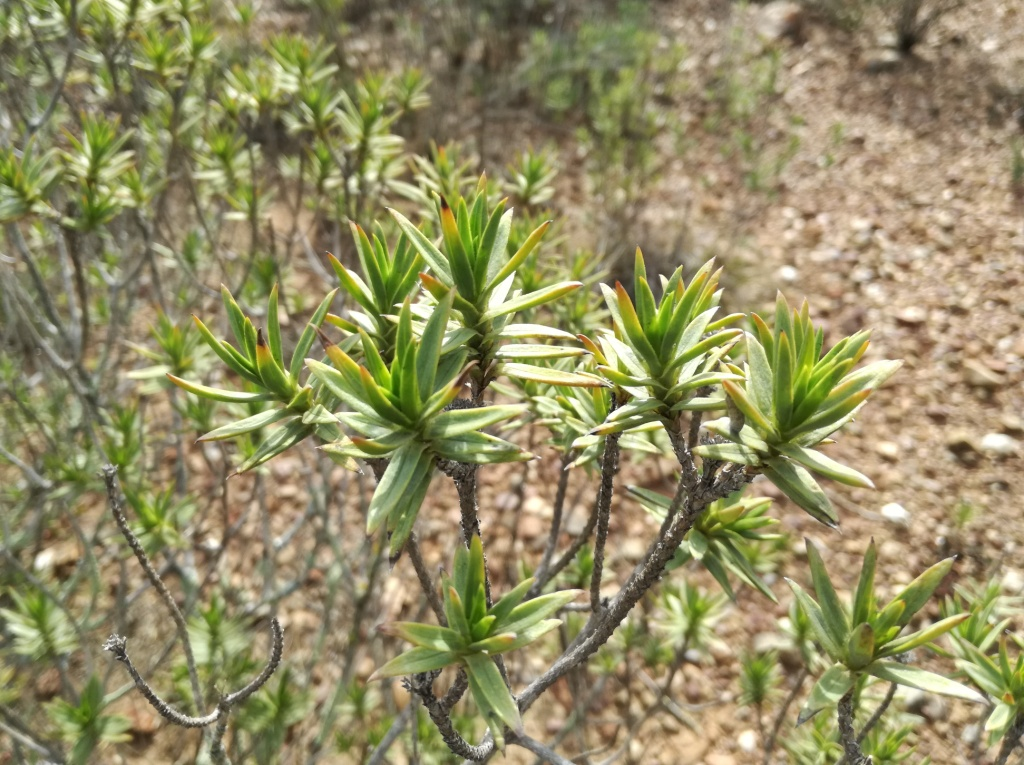
Le foglie
Pteronia fasciculata

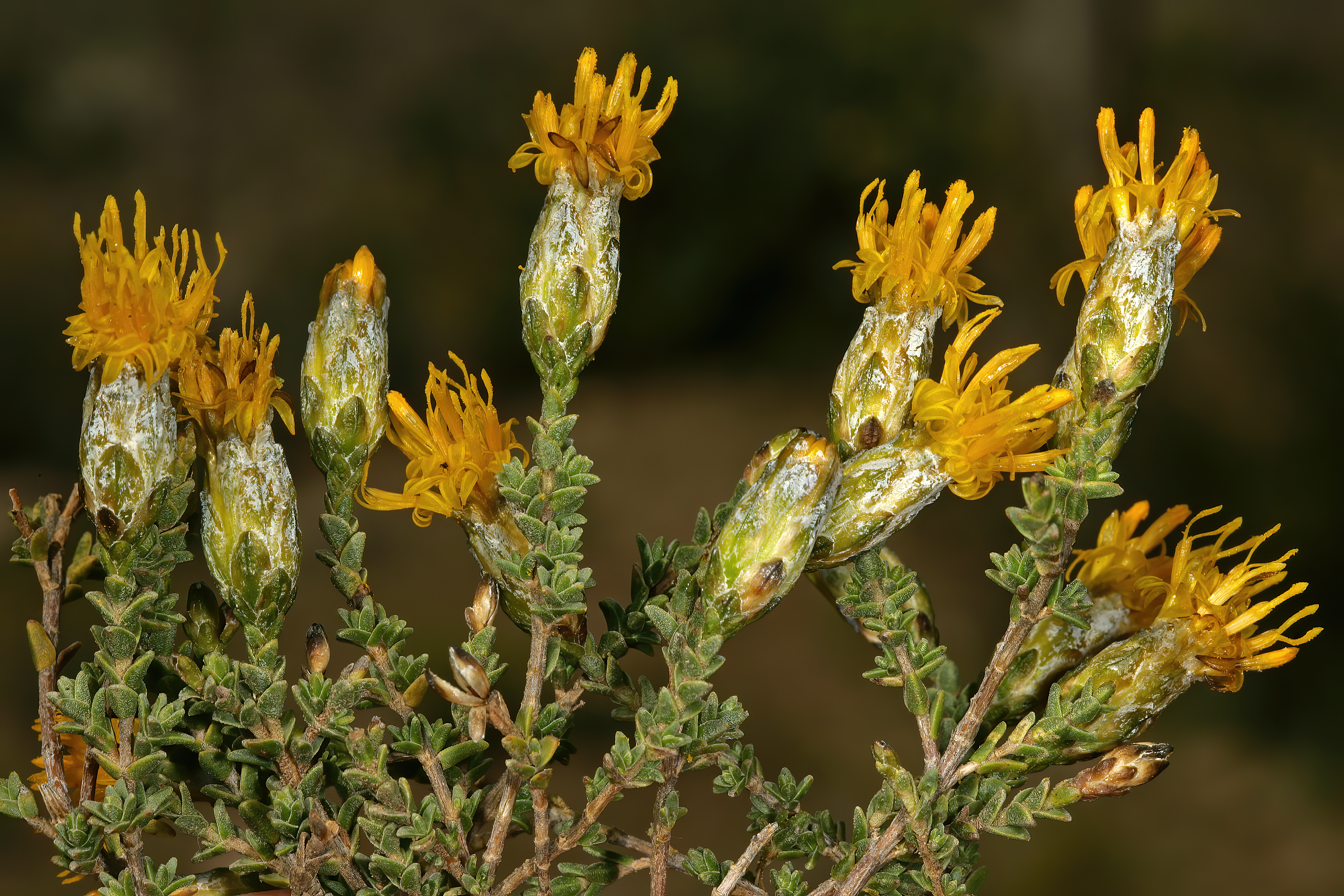
Infiorescenza
Pteronia glomerata

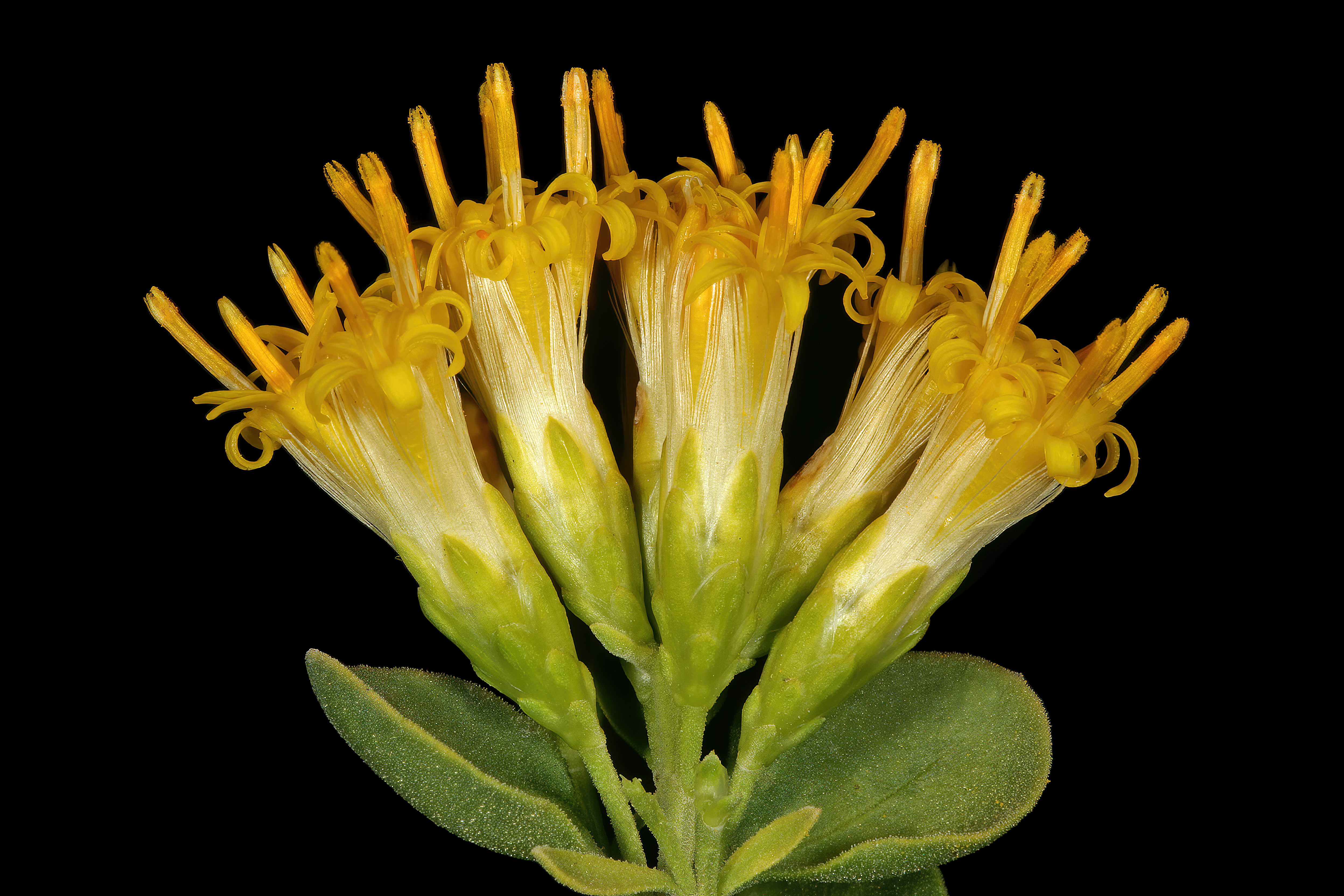
I fiori
Pteronia divaricata

Portamento. Le specie di questo genere hanno un habitus di tipo arbustivo anche sempreverde. Le superfici delle piante sono grigio-tomentose, oppure scabre, oppure glabre con punti-ghiandolari.
Fusto. La parte aerea in genere è eretta, semplice o ramosa. 
Foglie. Le foglie in genere sono disposte in modo alternato o opposto, picciolate o sessili. La lamina è semplice con forme lineari oppure da ovate-oblunghe a oblanceolate con margini da interi a seghettato-cigliati. La consistenza può essere carnosa.
Infiorescenza. Le sinflorescenze sono sia scapose (capolini solitari) che composte da diversi capolini raccolti in formazioni corimbose. Le infiorescenze vere e proprie sono composte da un capolino terminale brevemente peduncolato di tipo discoide con fiori omogami. I capolini sono formati da un involucro, con forme da ovoidi a cilindriche, composto da diverse brattee, al cui interno un ricettacolo fa da base ai fiori di due tipi: fiori del raggio (qui assenti) e fiori del disco. Le brattee, con forme da ampiamente ovate a lineari-oblunghe con margini da membranacei a subscariosi e a consistenza erbacea, sono disposte in modo più o meno embricato su 4 - 7 serie. Il ricettacolo, fimbriato, in genere è nudo ossia senza pagliette a protezione della base dei fiori; la forma è piatta o da convessa a conica.
Fiori.  I fiori sono tetra-ciclici (formati cioè da 4 verticilli: calice – corolla – androceo – gineceo) e pentameri (calice e corolla formati da 5 elementi). Si distinguono in:
- fiori del raggio (esterni): sono assenti;
- fiori del disco (centrali): hanno forme brevemente tubulose (attinomorfe); sono ermafroditi.

- Formula fiorale:

*/x K {\displaystyle \infty }, [C (5), A (5)], G 2 (infero), achenio
- Calice: i sepali del calice sono ridotti ad una coroncina di squame.

- Corolla: la forma della corolla alla base è più o meno imbutiforme o tubolare terminante in modo campanulato-cilindrico con 5 (raramente 4) lobi; i lobi, patenti o eretti, hanno una forma da oblungo-lineare a deltata. I colori della corolla sono giallo e varietà.

- Androceo: l'androceo è formato da 5 stami sorretti da filamenti generalmente liberi; gli stami sono connati e formano un manicotto circondante lo stilo; le teche (produttrici del polline) alla base sono troncate e sono lievemente auricolate (molto raramente sono speronate o hanno una coda); le appendici apicali delle antere hanno delle forme piatte e lanceolate; il tessuto endoteciale (rivestimento interno dell'antera) è quasi sempre polarizzato (con due superfici distinte: una verso l'esterno e una verso l'interno). Il polline è sferico con un diametro medio di circa 25 micron;  è tricolporato (con tre aperture sia di tipo a fessura che tipo isodiametrica o poro) ed è echinato (con punte sporgenti).[10][12]

- Gineceo: l'ovario è infero uniloculare formato da 2 carpelli.[6] Lo stilo (il recettore del polline) è profondamente bifido (con due stigmi divergenti) e con le linee stigmatiche marginali separate.[13] I due bracci dello stilo hanno una forma da lanceolata a deltoide e possono essere papillosi o ricoperti da ciuffi di peli. Lo stilo dei fiori del raggio è supinato.

Frutti. I frutti sono degli acheni con pappo; in alcune specie è presente un certo dimorfismo (gli acheni dei fiori del raggio differiscono dagli acheni dei fiori del disco);
- achenio: gli acheni hanno delle forme a turbina (spesso contratti all'apice); la superficie varia da villosa a glabra; la parete dell'achenio è formata da celle contenenti rafidi ma prive di fitomelanina; il carpoforo normalmente è anulare; le setole con punte a forma di ancora non sono presenti;
- pappo: il pappo, persistente, è formato da 2 serie di setole colorate di bianco o rosso, spesso connate in un anello basale.

## Biologia
Impollinazione: l'impollinazione avviene tramite insetti (impollinazione entomogama tramite farfalle diurne e notturne).

Riproduzione: la fecondazione avviene fondamentalmente tramite l'impollinazione dei fiori (vedi sopra).

Dispersione: i semi (gli acheni) cadendo a terra sono successivamente dispersi soprattutto da insetti tipo formiche (disseminazione mirmecoria). In questo tipo di piante avviene anche un altro tipo di dispersione: zoocoria. Infatti gli uncini delle brattee dell'involucro (se presenti) si agganciano ai peli degli animali di passaggio disperdendo così anche su lunghe distanze i semi della pianta. Inoltre per merito del pappo il vento può trasportare i semi anche a distanza di alcuni chilometri (disseminazione anemocora).

## Distribuzione e habitat
Le specie di questo genere sono distribuite in Africa meridionale.

## Sistematica
La famiglia di appartenenza di questa voce (Asteraceae o Compositae, nomen conservandum) probabilmente originaria del Sud America, è la più numerosa del mondo vegetale, comprende oltre 23.000 specie distribuite su 1.535 generi, oppure 22.750 specie e 1.530 generi secondo altre fonti (una delle checklist più aggiornata elenca fino a 1.679 generi). La famiglia attualmente (2021) è divisa in 16 sottofamiglie; la sottofamiglia Asteroideae è una di queste e rappresenta l'evoluzione più recente di tutta la famiglia.

### Filogenesi
La tribù Astereae (una delle 21 tribù della sottofamiglia Asteroideae) comprende circa 40 sottotribù. In base alle ultime ricerche nella tribù sono stati individuati (provvisoriamente) 5 principali lignaggi:
- Basal grade: include alcuni generi isolati, il gruppo "South American-Oceania",  alcune sottotribù africane e il gruppo dei generi legnosi del Madagascar.
- Bellis lineage: comprende le sottotribù eurasiatiche e una sottotribù africana.
- Aster lineage: include i generi asiatici di Asterinae e i principali gruppi dell'Australia e dell'Oceania.
- Baccharis lineage: include alcuni gruppi sudamericani.
- North American lineage: include la vasta gamma di sottotribù del Nordamerica, Messico e alcuni gruppi distribuiti nel Sudamerica.

Il genere  Pteronia (insieme alla sottotribù Pteroniinae) è incluso nel Basal grade. In particolare Pteroniinae fa parte del sottogruppo relativo agli areali dell'"Africa/Madagascar/Asia sud-est". In precedenti trattazioni questo genere è descritto all'interno della sottotribù Hinterhuberinae (ora sinonimo della sottotribù Baccharidinae).
I caratteri distintivi del genere di questa voce sono:
- le sinflorescenze si compongono di capolini solitari;
- i capolini sono omogami senza i fiori femminili del raggio esterno;
- i ricettacoli sono piatti, convessi o concavi;

### Elenco delle specie
Questo genere ha 76 specie:
A - B - C
- Pteronia acuminata DC.
- Pteronia acuta  Muschl.
- Pteronia adenocarpa  Harv.
- Pteronia ambrariifolia  Schltr.
- Pteronia anisata  B.Nord.
- Pteronia armatifolia  A.O.Bello, Magee & Boatwr.
- Pteronia aspalatha  DC.
- Pteronia beckeoides  DC.
- Pteronia bolusii  E.Phillips
- Pteronia camphorata  (L.) L.
- Pteronia cederbergensis  A.Bello, Magee & Boatwr.
- Pteronia centauroides  DC.
- Pteronia ciliata  Thunb.
- Pteronia cinerea  L.f.
- Pteronia cylindracea  DC.

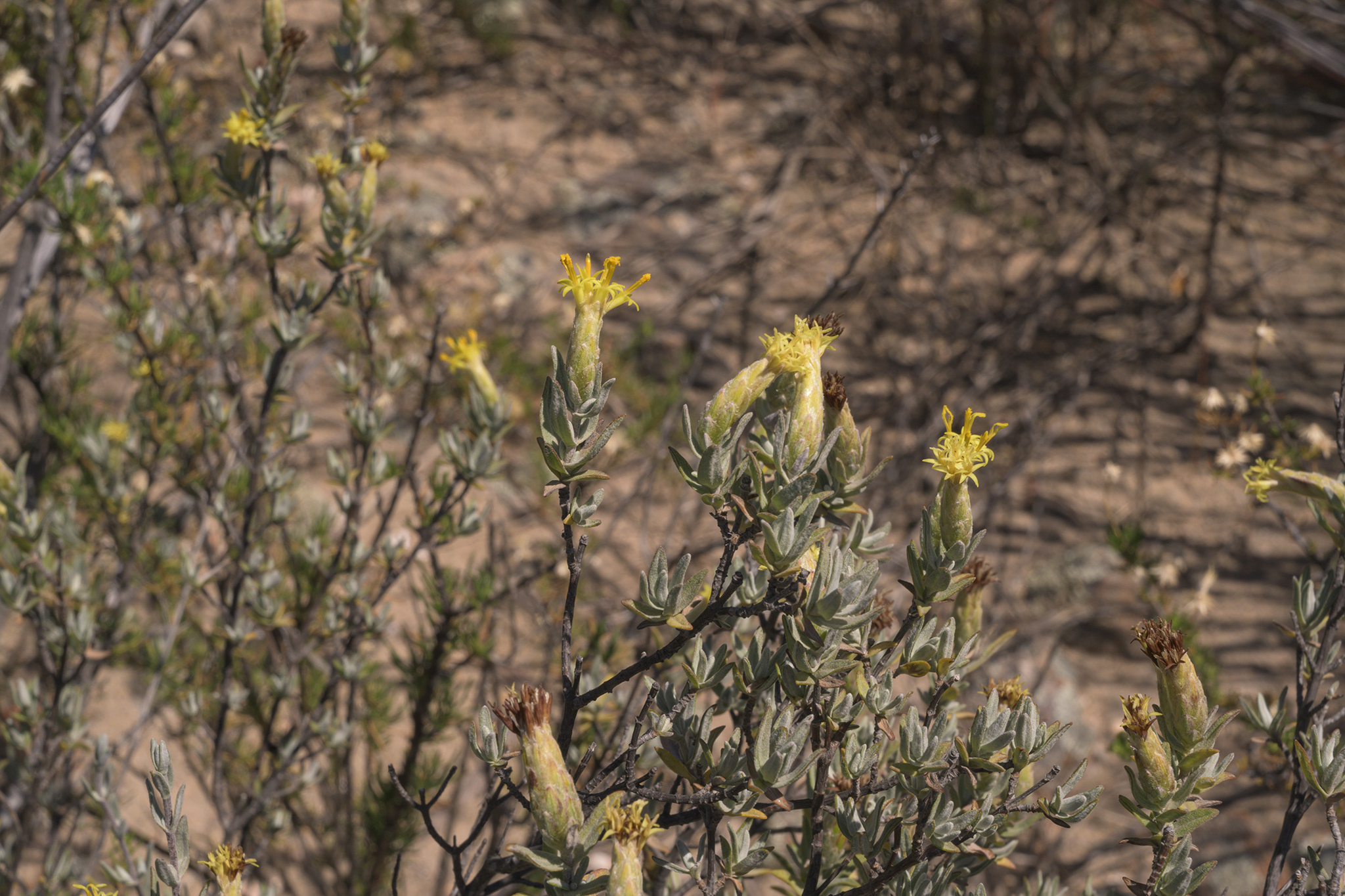
Pteronia cinerea

D - E - F - G
- Pteronia decurrens   A.O.Bello, Magee & Boatwr.
- Pteronia diosmifolia   Brusse
- Pteronia divaricata   (P.J.Bergius) Less.
- Pteronia eenii   S.Moore
- Pteronia elata   B.Nord.
- Pteronia elongata   Thunb.
- Pteronia empetrifolia   DC.
- Pteronia erythrochaeta   DC.
- Pteronia fasciculata   L.f.
- Pteronia fastigiata   Thunb.
- Pteronia flava   A.O.Bello, Magee & Boatwr.
- Pteronia flexicaulis   L.f.
- Pteronia glabrata   L.f.
- Pteronia glandulosa   A.O.Bello, Magee & Boatwr.
- Pteronia glauca   Thunb.
- Pteronia glaucescens   DC.
- Pteronia glomerata   L.f.
- Pteronia gymnocline   DC.

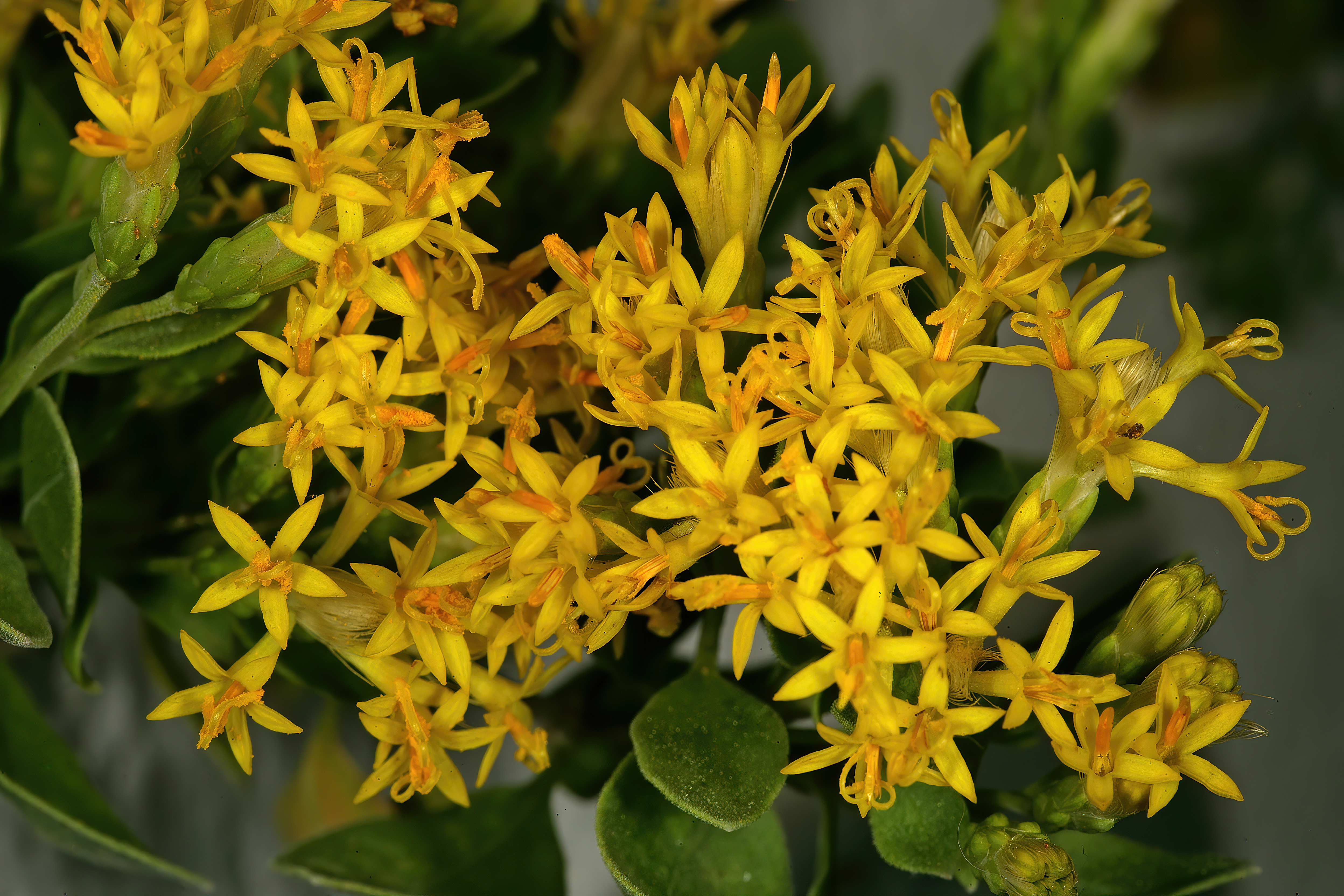
Pteronia divaricata
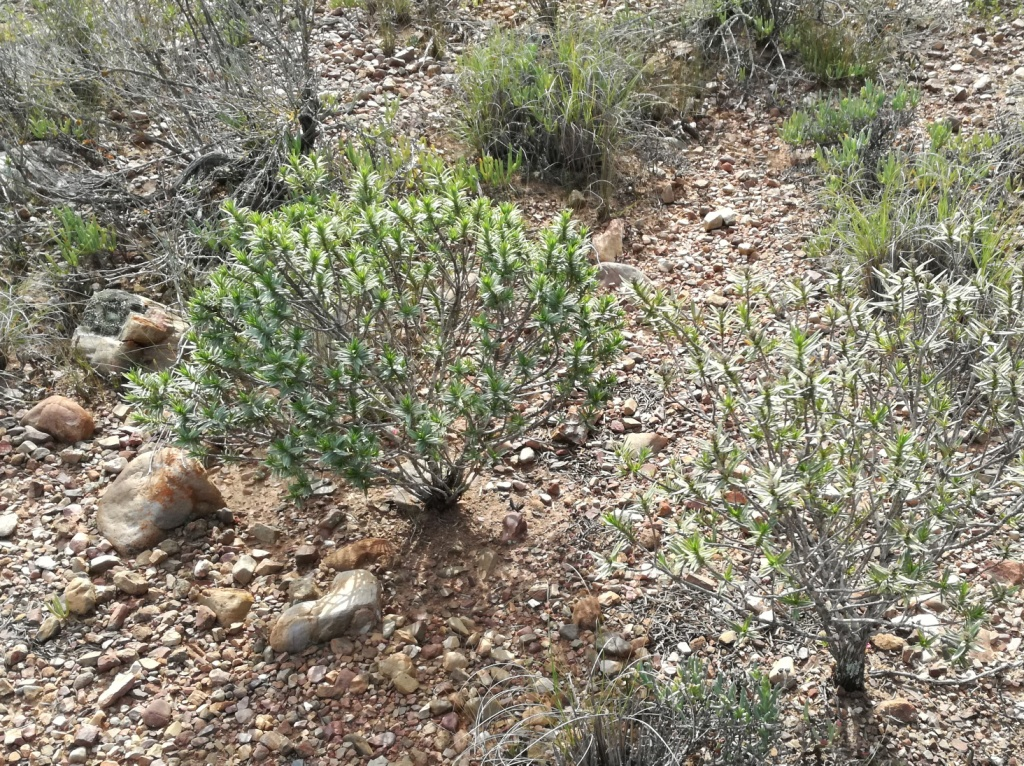
Pteronia fasciculata
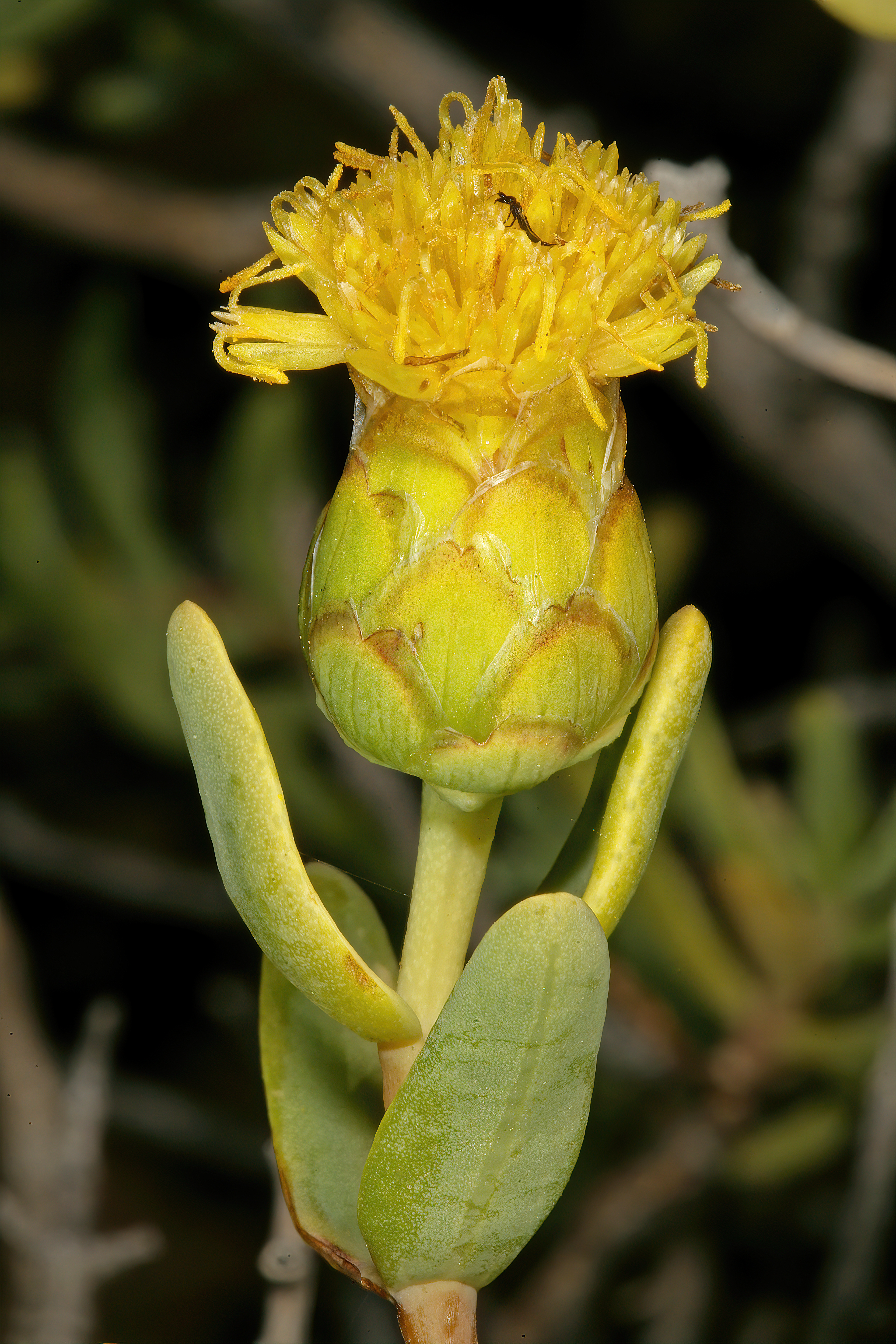
Pteronia glabrata
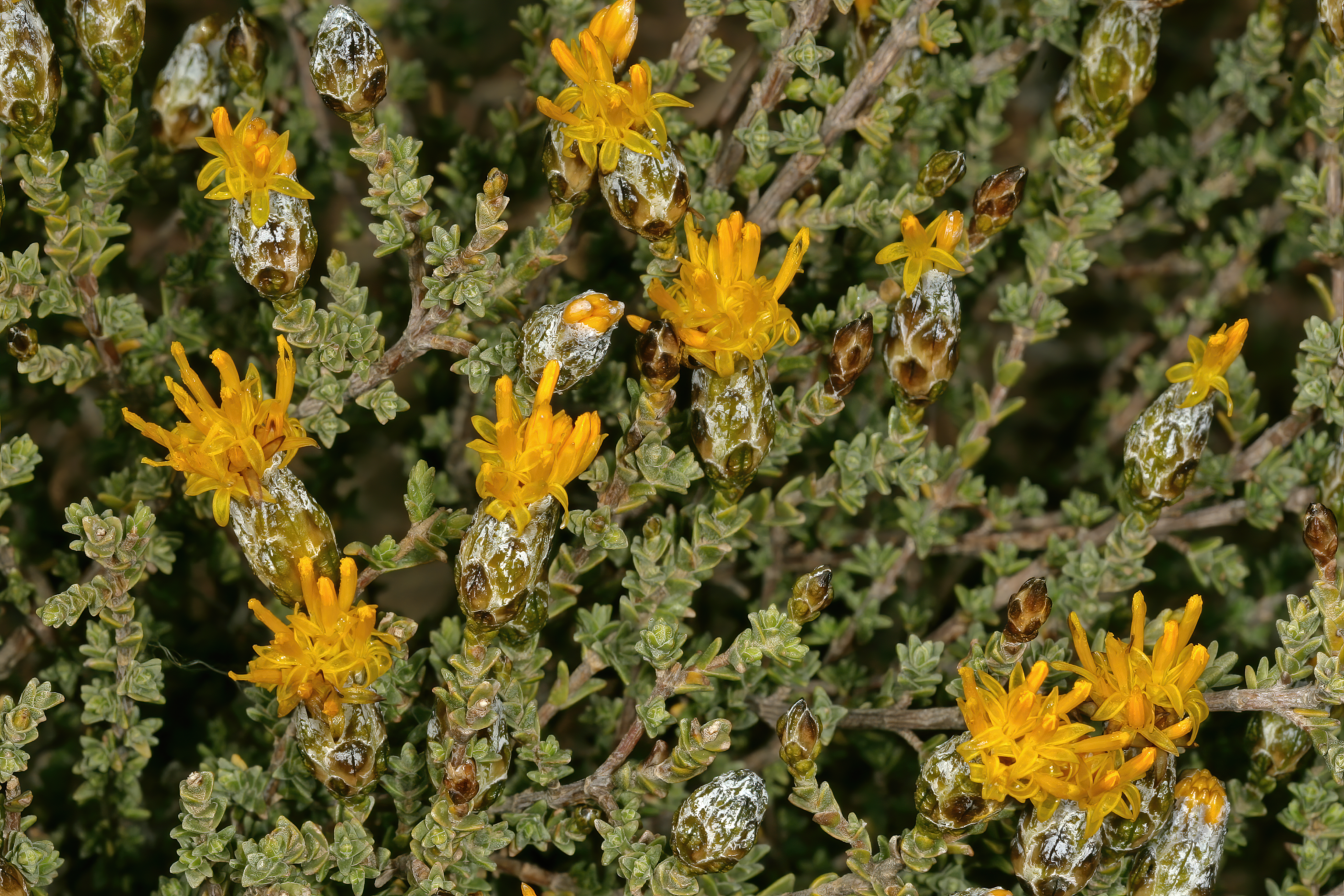
Pteronia glomerata

H - I - L - M - O
- Pteronia heterocarpa  DC.
- Pteronia hirsuta  L.f.
- Pteronia hutchinsoniana  Compton
- Pteronia incana  DC.
- Pteronia inflexa  L.f.
- Pteronia intermedia  Hutch. & E.Phillips
- Pteronia leptospermoides  DC.
- Pteronia leucoclada  Turcz.
- Pteronia leucoloma  DC.
- Pteronia lucilioides  DC.
- Pteronia membranacea  L.f.
- Pteronia mooreiana  Hutch.
- Pteronia mucronata  DC.
- Pteronia oblanceolata  E.Phillips
- Pteronia onobromoides  DC.
- Pteronia oppositifolia  L.
- Pteronia ovalifolia  DC.

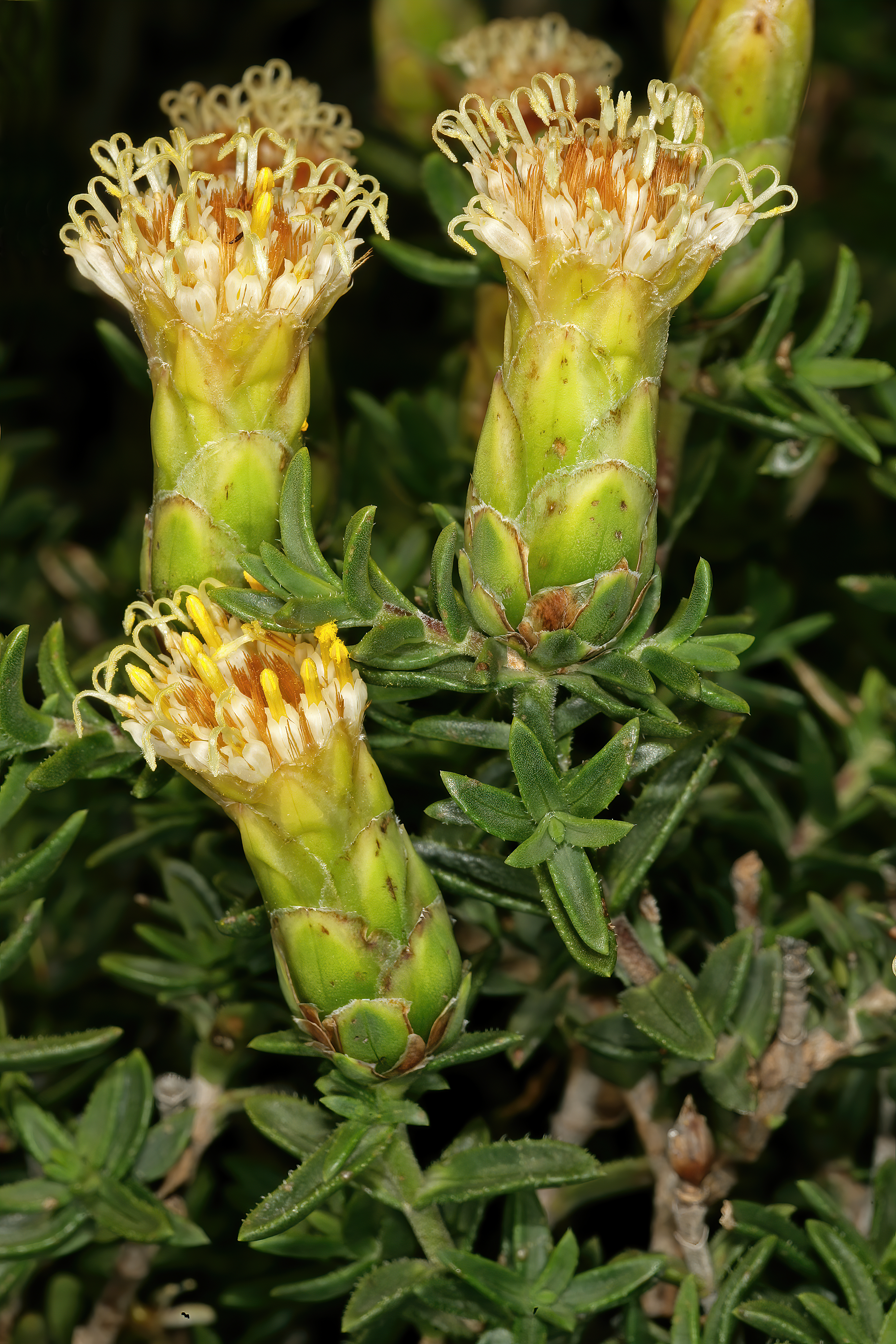
Pteronia hutchinsoniana
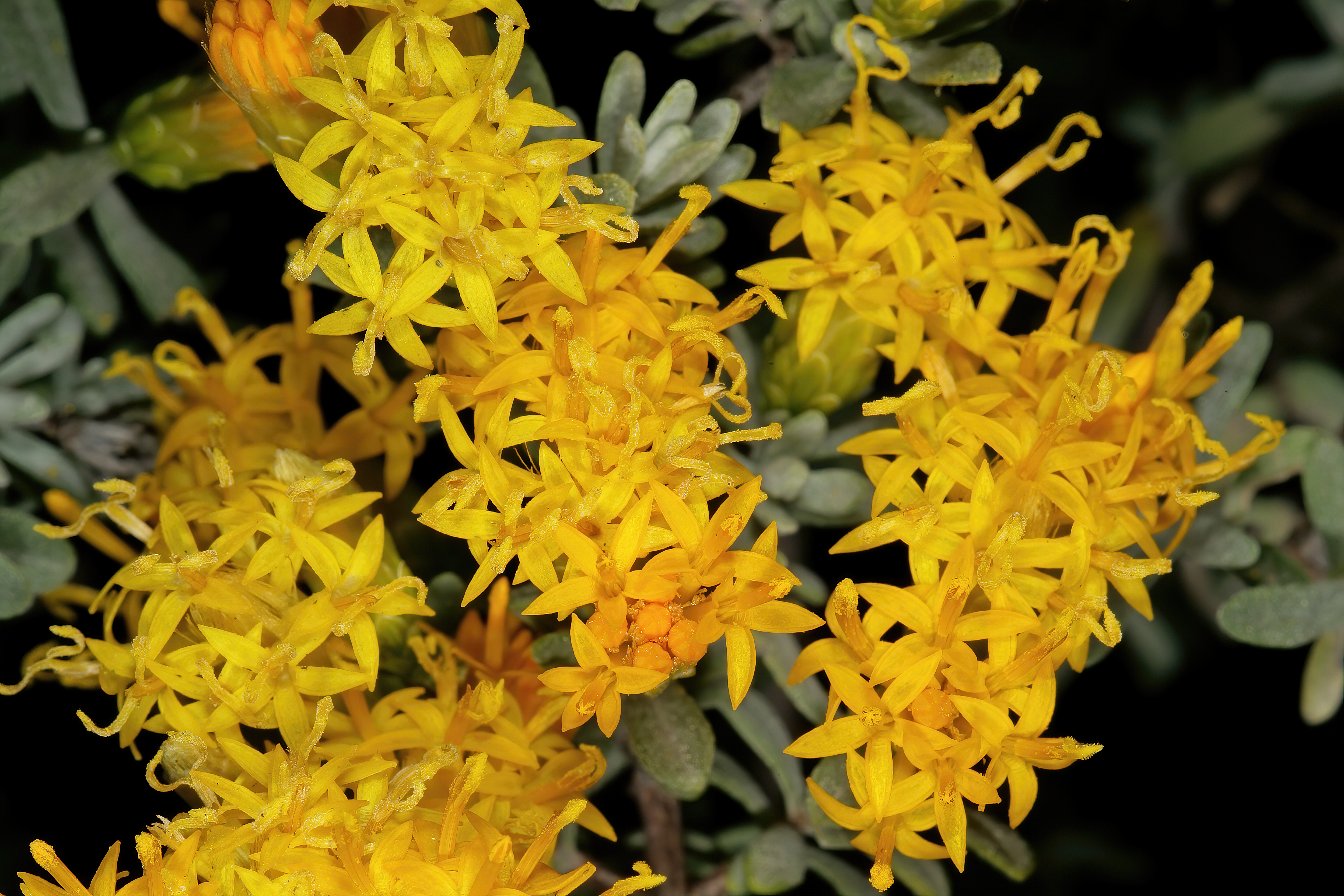
Pteronia incana

P - Q - R - S
- Pteronia pallens  L.f.
- Pteronia paniculata  Thunb.
- Pteronia pillansii  Hutch.
- Pteronia polygalifolia  O.Hoffm.
- Pteronia pomonae  Merxm.
- Pteronia punctata  E.Phillips
- Pteronia quinqueflora  DC.
- Pteronia rangei  Muschl.
- Pteronia scabra  Harv.
- Pteronia scariosa  L.f.
- Pteronia smutsii  Hutch.
- Pteronia sordida  N.E.Br.
- Pteronia spinulosa  E.Phillips
- Pteronia stoehelinoides  DC.
- Pteronia stricta  Aiton
- Pteronia succulenta  Thunb.

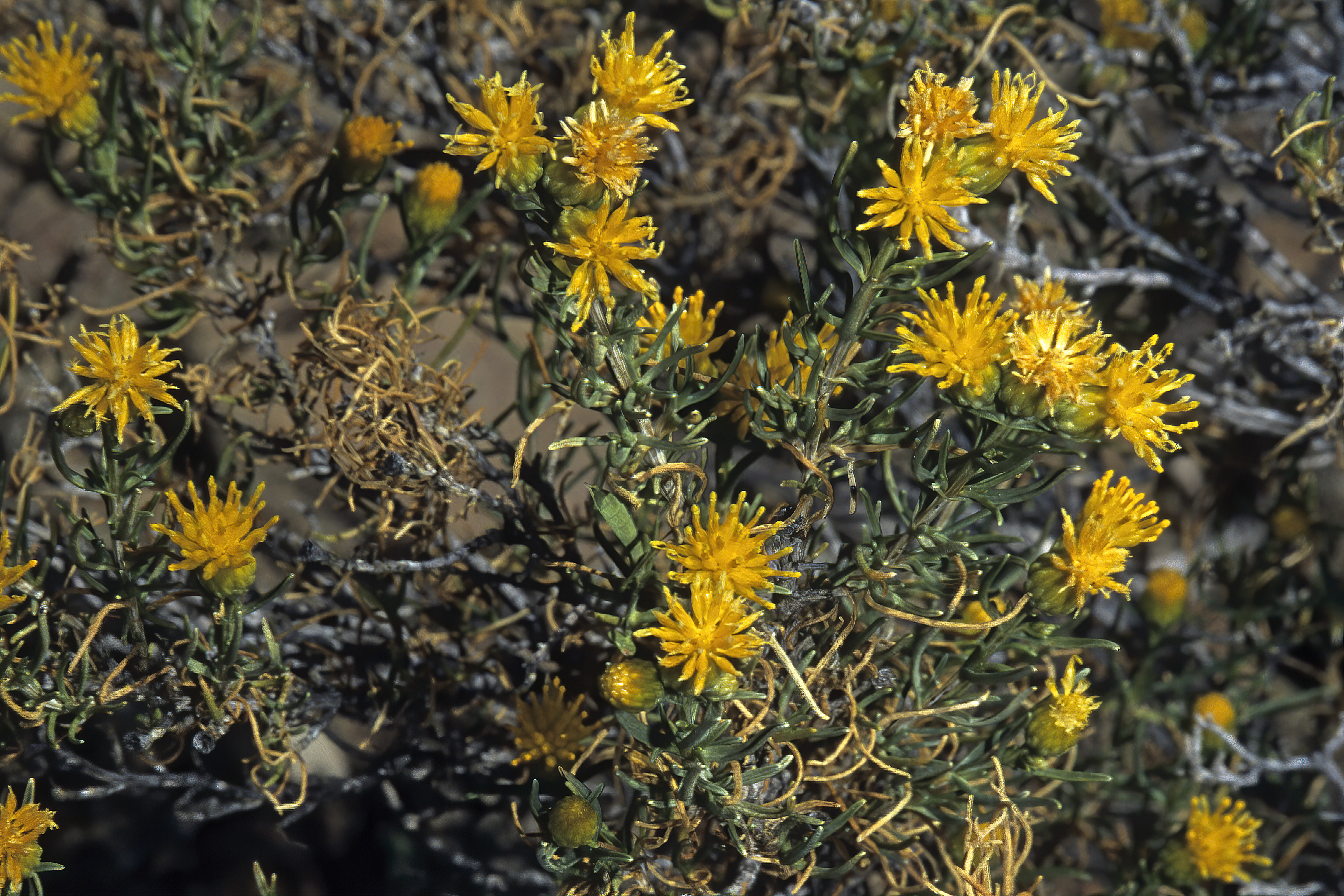
Pteronia pallens
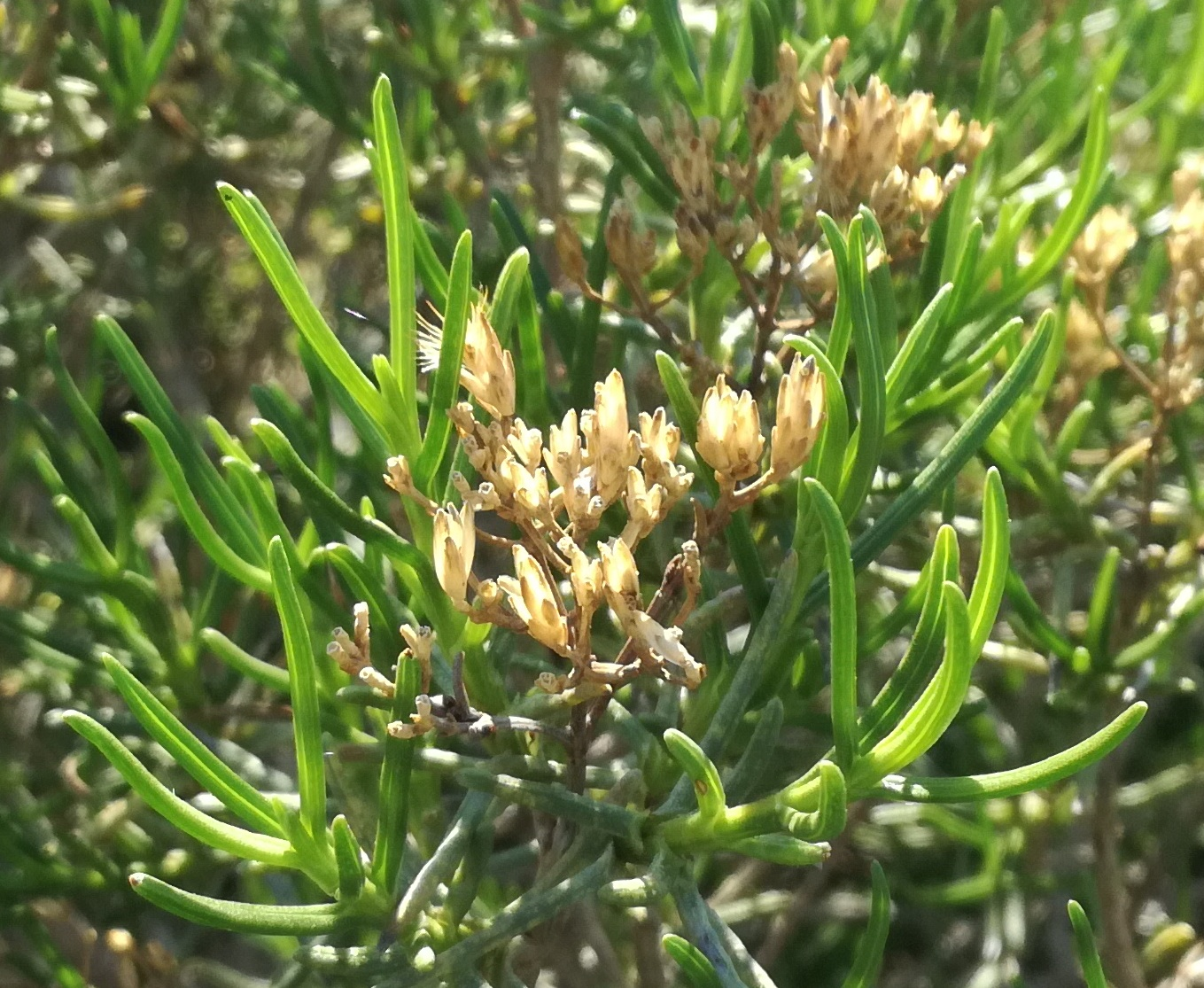
Pteronia paniculata

T -U - V
- Pteronia tenuifolia   DC.
- Pteronia teretifolia   (Thunb.) Fourc.
- Pteronia tricephala   DC.
- Pteronia trigona   E.Phillips
- Pteronia uncinata   DC.
- Pteronia undulata   DC.
- Pteronia unguiculata   S.Moore
- Pteronia utilis   Hutch.
- Pteronia villosa   L.f.
- Pteronia viscosa   Thunb.

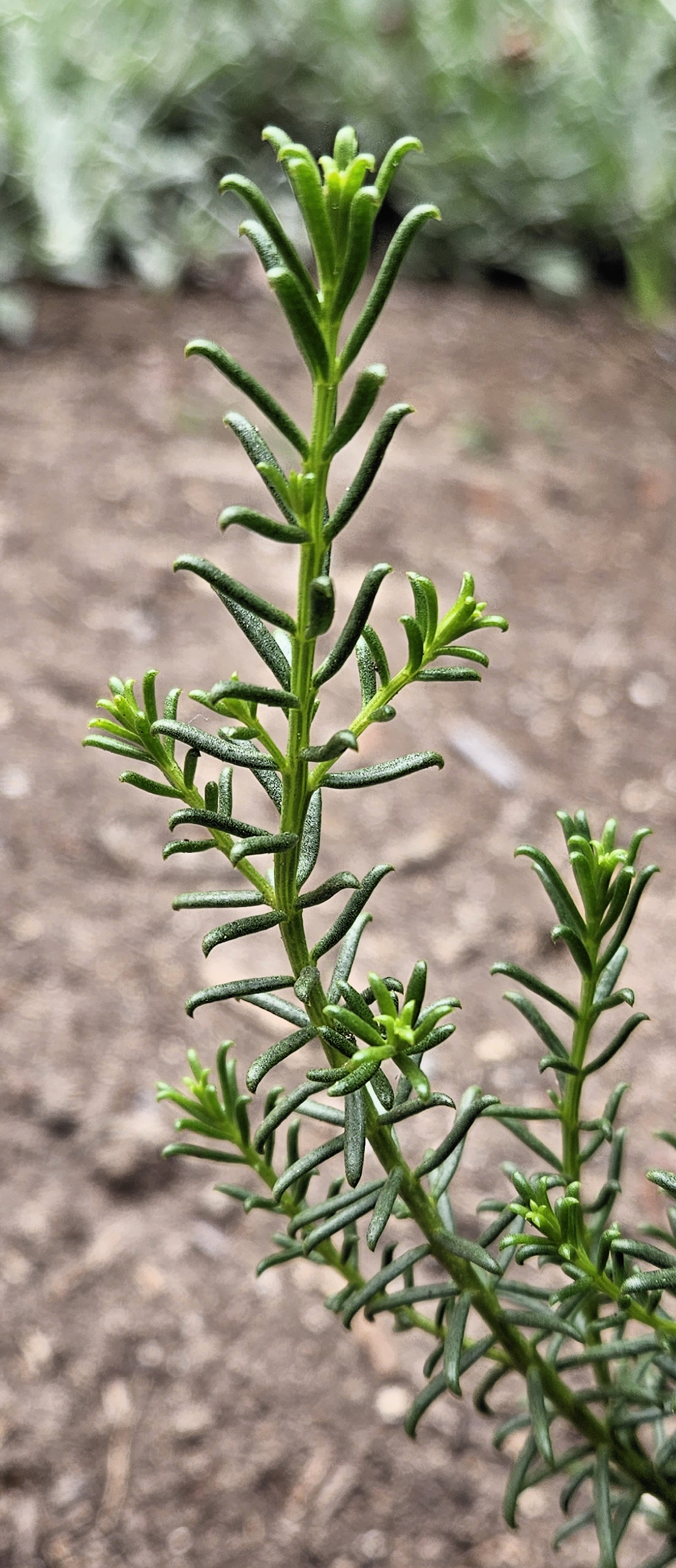
Pteronia uncinata
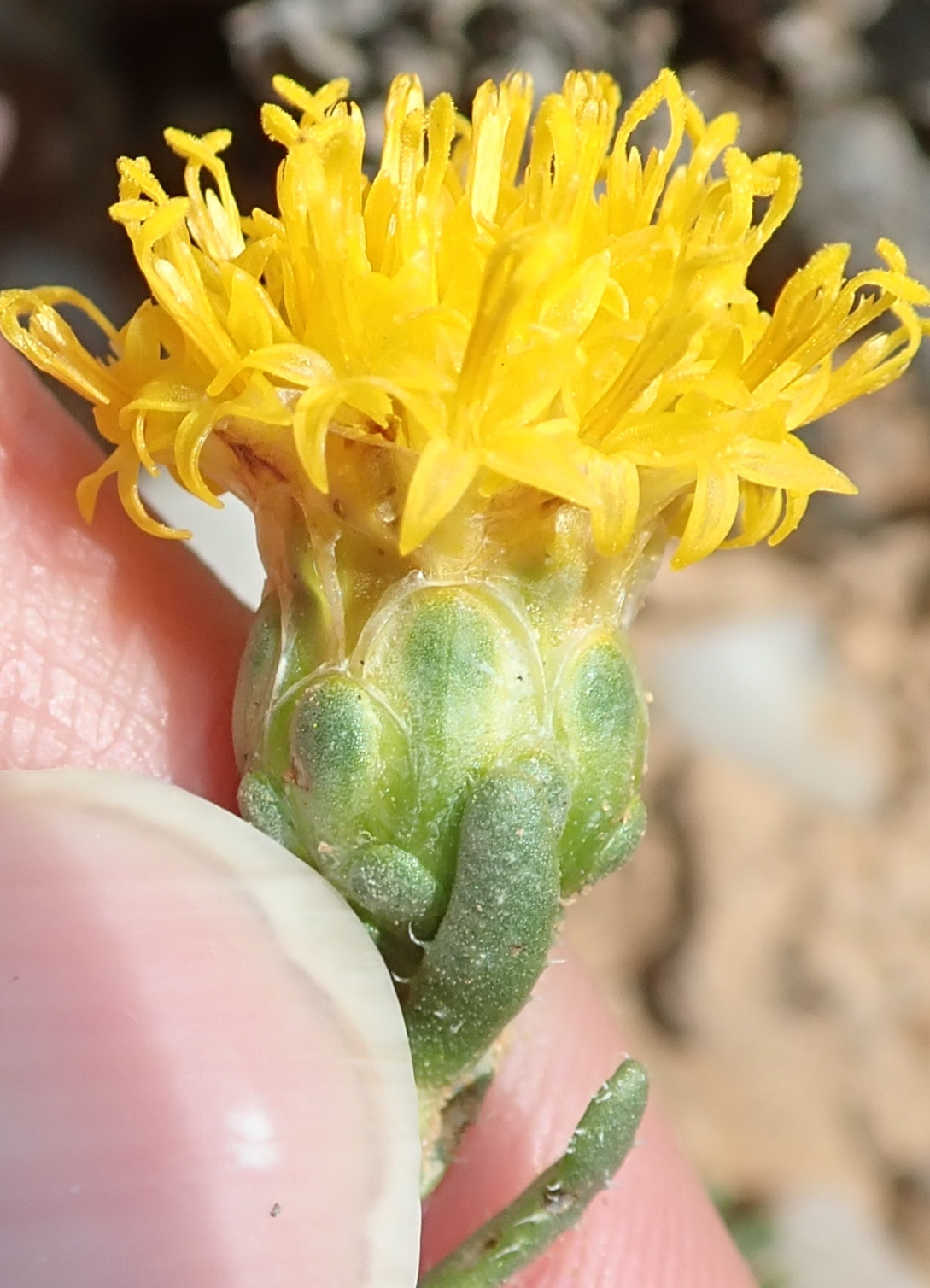
Pteronia villosa

### Sinonimi
Sono elencati alcuni sinonimi per questa entità:
- Henanthus Less.
- Pachyderis  Cass.
- Pterophora  L.
- Pterophorus  Boehm.
- Scepinia  Neck. ex Cass.